# Whelen Euro Series
Le NASCAR Whelen Euro Series, anciennement Racecar Euro Series puis Euro Racecar NASCAR Touring Series, est un championnat européen de compétition automobile mettant en présence des voitures de catégorie stock-cars.

## Contexte
Le championnat NASCAR Whelen Euro Series a été lancé par la Team FJ, présidée par Jérôme Galpin et basée à Saint-Denis-sur-Loire dans le Loir-et-Cher,.
La Racecar Euro Series est une série internationale reconnue par la FIA. Depuis 2012, elle est reconnue par la NASCAR américaine.
Les voitures ont été totalement repensées pour obtenir l’homologation FIA et être parfaitement adaptées aux circuits européens, toutes les courses se déroulent initialement (jusqu'en 2012) sur circuits routiers, contrairement à la NASCAR qui propose principalement des courses sur ovales.
Cette série internationale est inscrite au calendrier de la FIA à partir de 2011, elle se compose alors de :
- six meetings, soit 18 courses, sur des circuits européens : Le Mans, Zandvoort, Spa, Nürburgring, etc ;
- deux meetings All-Stars sont également inscrits au calendrier 2011 : un à Daytona sur le tracé ovale + infield utilisé lors des 24 Heures de Daytona, et un sur le circuit de Spa-Francorchamps.

Cette discipline se compose de deux championnats :
- le championnat Pilotes Élite (Pro). Ce championnat est ouvert à tous les pilotes, qu’ils soient professionnels ou non ;
- le championnat Pilotes Open (AM). Celui-ci est exclusivement réservé aux pilotes amateurs.

Trophées :
- trophée Junior destiné aux pilotes âgés de moins de vingt-cinq ans ;
- trophée Légende qui lui s’adresse aux pilotes âgés de plus de cinquante ans.

En 2010, environ 350 000 spectateurs sont venus soutenir les pilotes sur les différents meetings. Les voitures ont également été conviées à des évènements sportifs de renom tel que la Race of Champions 2010 à Düsseldorf.
En 2012, un premier ovale est ajouté au circuits visités, le Tours Speedway, dans le Parc des expositions de Tours. Il est rejoint en 2015 par le Venray Speedway.

## La voiture Racecar

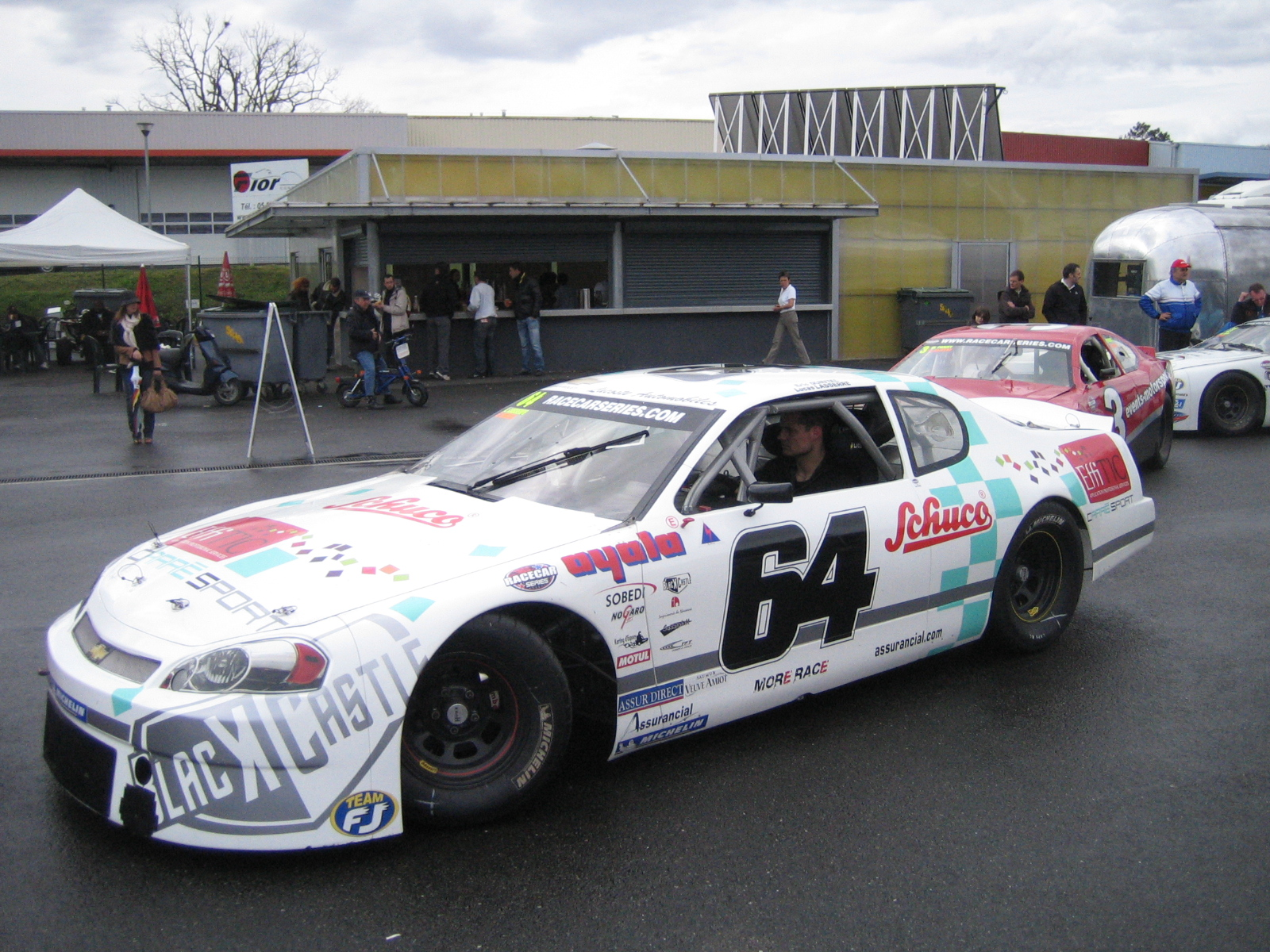
Première course de la saison 2010 de la en à Nogaro

Les voitures Racecar sont visuellement similaires à celles utilisées en NASCAR et en reprennent l'esprit : châssis tubulaire, moteur V8, aspect extérieur emprunté à des modèles de série. Mais sous leur carrosserie, elles sont totalement uniques car totalement conçues et pensées pour évoluer sur les circuits routiers européens. Elles sont différentes à plus de 80 % des NASCAR américaines : châssis unique homologué FIA, épures de train roulant totalement redessinées. Ainsi leurs performances techniques sont proches des GT.
- Dimensions : longueur 5,05 m - largeur 2 m - hauteur : 1,25 m – poids minimum : 1 100 kg.
- Châssis : le châssis tubulaire a fait l'objet d'une homologation FIA, subissant notamment un crash test. Il comporte de nombreux renforts pour offrir le niveau de sécurité nécessaire pour les tests. Tubes du châssis et de l’arceau : acier D.O.M, diamètre extérieur 45 mm.
- Sécurité : crash-box carbone et châssis homologué FIA.
- Moteur : V8 d'une cylindrée de 5,7 litres développant 450 chevaux à 5 500 tr/min, couple 55 kg/m à 4 500 tr/min, alimentation par carburateur, limiteur de régime à 6 000 tr/min.
- Transmission : propulsion, boîte 4-rapports + marche arrière, commande en H, différentiel arrière verrouillé à l’accélération, embrayage tri-disques.
- Freinage : disques ventilés de 300 mm de diamètre, étriers avant 6-pistons, étriers arrière 4-pistons.
- Trains AV : bras superposés
- Trains AR : arbre rigide.
- Suspensions : quatre combinés filetés réglables, barre antiroulis avant et système Watts réglable arrière.
- Carrosserie : fibre de verre (treize éléments)
- Roues :
  - Jantes : 105 × 15"
  - Pneumatiques : Michelin 33/70/15
    - Pneus slicks S9B / pluie P2A
- Direction :
  - Crémaillère « quickrack » assistée
  - Colonne rétractable homologuée FIA
  - Volant quick release
- Carburant : réservoir FIA FT3 (100 litres), carburant SP 98
- Options : acquisition de données, intérieur carbone, installation biplace
- Voitures « specs » :
  - tous éléments identiques
  - principaux éléments plombés
  - phares pour courses nocturnes
- Autres : essuie-glaces, phares, feux stop, clignotants, tous équipements de sécurité homologués FIA : baquets, harnais, fixations, extincteurs manuel et automatique…

De par les configurations techniques des voitures, les coûts de cette discipline de haut niveau sont très bas comparés aux autres disciplines du sport automobile. Tout d’abord le règlement sportif impose l’utilisation de seulement quatre pneus slick par meeting. De surcroit la fiabilité des mécaniques permet d’utiliser le même moteur durant une saison et la même boite de vitesses sur deux saisons.

## Règlement technique
- Tous les éléments mécaniques sont identiques pour toutes les voitures.
- Seuls les réglages sont libres (trains, hauteurs de caisse…)

## Règlement sportif
Chaque meeting s’articule autour de trois courses : deux courses sprint appelées « Shootout », l’une comptant pour le Championnat Élite et l’autre comptant pour le Trophée Open. La course principale appelée « Main Event » est une course relais avec changement de pilote.
Le championnat Racecar Séries classe les voitures en comptabilisant les points accumulés par leurs pilotes.
En 2010, le règlement sportif évolue vers plus de spectacle et d'équité, puisque trois courses ont lieu :
- une course sprint pour les pilotes Open ;
- une course sprint pour les pilotes Elite ;
- une course longue avec relais du pilote Elite et Open.

## Palmarès
| Saison | Champion Elite 1 / EuroNASCAR PRO | Champion Elite 1 / EuroNASCAR PRO | Champion Elite 1 / EuroNASCAR PRO | Champion Elite 2 / EuroNASCAR 2 | Champion Elite 2 / EuroNASCAR 2 | Champion Elite 2 / EuroNASCAR 2 | Écurie Championne,            | Elite Club,          |
| ------ | --------------------------------- | --------------------------------- | --------------------------------- | ------------------------------- | ------------------------------- | ------------------------------- | ----------------------------- | -------------------- |
| Saison | Nom                               | Voiture                           | Équipe                            | Nom                             | Voiture                         | Équipe                          | Écurie Championne,            | Elite Club,          |
| 2009   | Lucas Lasserre                    | Chevrolet Monte Carlo             | Effitic Carré Sport               | Wilfried Boucenna               |                                 |                                 |                               |                      |
| 2010   | Lucas Lasserre                    | Chevrolet Monte Carlo             | Effitic Carré Sport               | Emmanuel Brigand                |                                 |                                 |                               |                      |
| 2011   | Éric Hélary                       | Dodge Challenger                  | Hélary Racing Team                | Romain Fournillier              | Ford Mustang                    | OverDrive                       | Hélary Racing Team            |                      |
| 2012   | Ander Vilariño                    | Chevrolet Camaro                  | TFT - Banco Santander             | Simon Escallier                 | Chevrolet Camaro                | Scorpus Racing - M&M's          | Still Racing - Exotics Racing |                      |
| 2013   | Ander Vilariño                    | Chevrolet Camaro                  | TFT - Banco Santander             | Anthony Gandon                  | Chevrolet Camaro                | TFT - Leclerc                   | Rapido Racing by Still        |                      |
| 2014   | Anthony Kumpen                    | Chevrolet SS                      | PK Carsport                       | Maxime Dumarey                  | Chevrolet SS                    | PK Carsport                     | PK Carsport                   |                      |
| 2015   | Ander Vilariño                    | Chevrolet SS                      | TFT - Banco Santander             | Gianmarco Ercoli                | Chevrolet SS                    | Double T Racing                 | GDL Racing                    |                      |
| 2016   | Anthony Kumpen                    | Chevrolet Camaro                  | PK Carsport                       | Stienes Longin                  | Chevrolet                       | PK Carsport                     | PK Carsport                   |                      |
| 2017   | Alon Day                          | Chevrolet SS                      | CAAL Racing                       | Thomas Ferrando                 | Ford Mustang                    | Knauf Racing Team               | Knauf Racing Team             | Andreas Kuchelbacher |
| 2018   | Alon Day                          | Chevrolet SS                      | CAAL Racing                       | Ulysse Delsaux                  | Toyota Camry                    | RDV Compétition                 | RDV Compétition               | Advait Deodhar       |
| 2019   | Loris Hezemans                    | Ford Mustang                      | Hendriks Motorsport               | Lasse Sørensen                  | Chevrolet Camaro                | Dexwet-df1 Racing               | Hendriks Motorsport           | Alain Mosqueron      |
| 2020   | Alon Day                          | Chevrolet Camaro                  | PK Carsport                       | Vittorio Ghirelli               | Ford Mustang                    | Hendriks Motorsport             | Hendriks Motorsport           | Alain Mosqueron      |
| 2021   | Loris Hezemans                    | Ford Mustang                      | Hendriks Motorsport               | Martin Doubek                   | Ford Mustang                    | Hendriks Motorsport             | Hendriks Motorsport           | Gordon Barnes        |
| 2022   | Alon Day                          | Chevrolet Camaro                  | PK Carsport                       | Liam Hezemans                   | Ford Mustang                    | Hendriks Motorsport             | Hendriks Motorsport           | Gordon Barnes        |

## Célébrités enRacecar series
- Christophe Dechavanne
- François Delecour
- Patrice Goueslard
- Carole Montillet
- Romain Thievin
- Laurent Wolf
- Bobby Labonte